# Władysław Barwicki

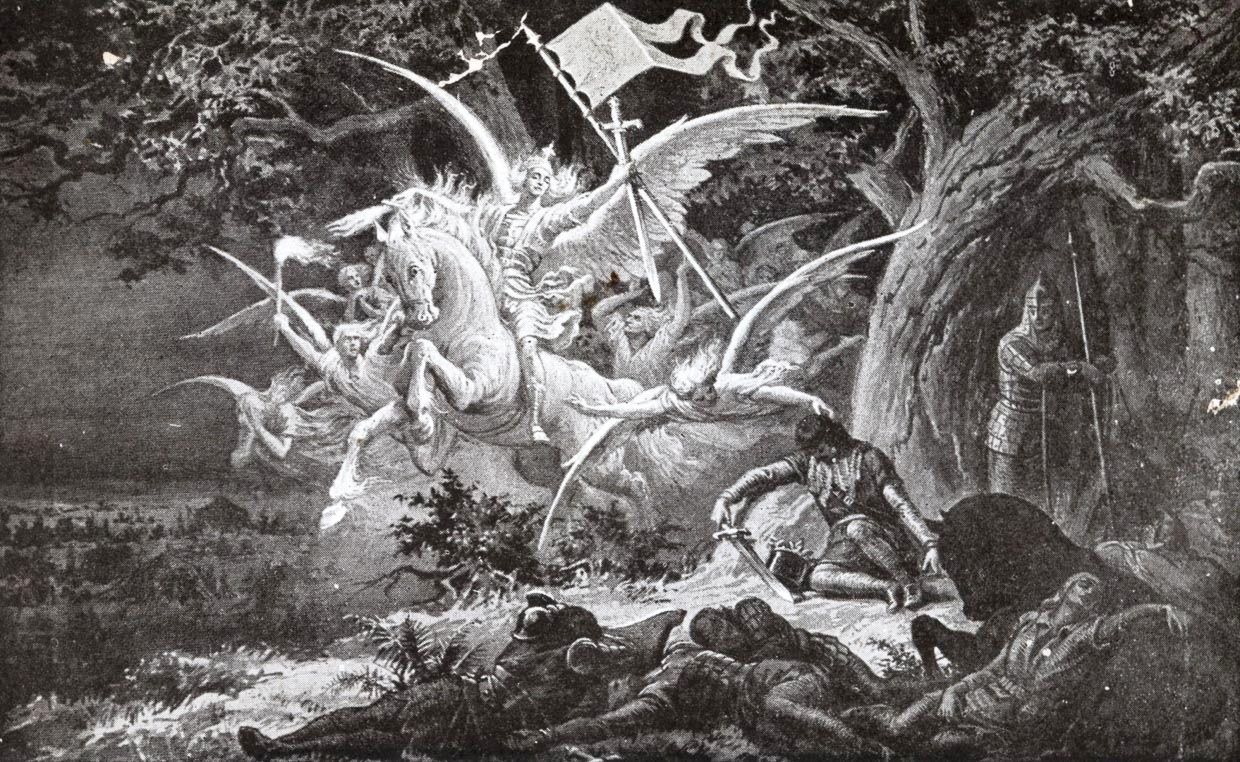
Władysław Barwicki – Sen Leszka Czarnego

Władysław Barwicki (ur. 11 czerwca 1865 w Puławach (Nowej Aleksandrii), zm. 12 lutego 1933 w Lublinie) – polski malarz, rzeźbiarz i poeta. 

## Życiorys
Syn cukiernika Leopolda i Wincentyny z Kozyrskich. Studiował w Warszawie u Wandalina Strzałeckiego w pracowni sztuki stosowanej, a następnie u Wojciecha Gersona. Malował głównie obrazy o tematyce religijnej, patriotycznej, a także pejzaże i portrety. Zadebiutował w 1888 wystawiając portrety kredkowe w księgarni Michała Arcta w Lublinie.
Był twórcą polichromii w kościele św. Piotra Apostoła w Lublinie (1899) oraz malowideł temperowych w kościele Niepokalanego Poczęcia Najświętszej Maryi Panny w Ostrowie Lubelskim (1908). W 1902 dla kościoła parafialnego w Piotrawinie namalował obraz Zabójstwo św. Stanisława. Był także autorem scen z życia misjonarza o. Eligiusza Głębockiego. W latach 1927–1933 pracował na zlecenie oo. Kapucynów w Krośnie i Rozwadowie, gdzie w kościele Zwiastowania Pańskiego do dziś zachowały się dwa obrazy – św. Fidelis z Sigmaringen i św. Franciszek z Camporosso oraz malowane olejem na blasze miedzianej stacje Drogi Krzyżowej. Jego dzieła znalazły się też w należących do kapucynów kościołach w Lublinie i Olesku, a także w kościołach w Turbii (obraz przedstawiający św. Leonarda), w Woli Rzeczyckiej (Nawiedzenie Maryi), w Majdanie Królewskim (Serce Jezusa) i w Stanach (m.in. obraz św. Tekli).
Wykonywał dekoracje malarskie wnętrz lubelskich obiektów, m.in. nieistniejącego już Teatru Letniego „Rusałka” (1898), a w 1901 mieszczącej się w budynku Kasy Pożyczkowej Przemysłowców Lubelskich cukierni Władysława Rutkowskiego (ul. Krakowskie Przedmieście 56). W 1913 dla cukierni Emiliana Domańskiego (ul. Narutowicza 13) namalował płótno przedstawiające panoramę Lublina od strony wjazdu zamojskiego. Udzielał również lekcji rysunku. Nauki pobierała u niego m.in. Hanna Rudzka-Cybis. 
W 1915 r. opublikował zbiór wierszy Lublin w pieśni, który był swego rodzaju przewodnikiem po zabytkach i legendach miasta. Zamieścił w nim m.in. legendę o sądzie diabelskim. W pracy znalazły się wykonane przez niego ilustracje (cykl Z legend lubelskich – Sąd Trybunalski, Sąd Djabelski, Sen Leszka Czarnego), wydane również w tym samym roku w formie pocztówek w zakładzie litograficznym Adama Jarzyńskiego w Lublinie. Na kartach pocztowych powielono też inne jego prace (m.in. cykl Życie – Marzenia młodzieńca, Walka, Kres; Witaj jutrzenko swobody).
Był autorem kompozycji nagrobka aptekarza Józefa Sokoli Gałczyńskiego, a także rzeźby nagrobnej Henryka Korczaka Swaryczewskiego (1904), która znajduje się na cmentarzu przy ulicy Lipowej w Lublinie (kwat. 15b). Przedstawia ona siedzącego lirnika (z ukraińską lirą korbową na kolanach) w towarzystwie chłopca. 
Od 1915 Barwicki współpracował z Teatrem Miniatur w Lublinie (wykonywał m.in. dekoracje do operetek), a w okresie dwudziestolecia międzywojennego uczestniczył również w pracach Wolnej Szkoły Malarstwa i Rzeźby Ludwiki Mehofferowej oraz Związku Lubelskich Plastyków „Krąg”. Zmarł w 1933 w Lublinie. Został pochowany na cmentarzu przy ulicy Lipowej (kwat. 4b).

## Galeria

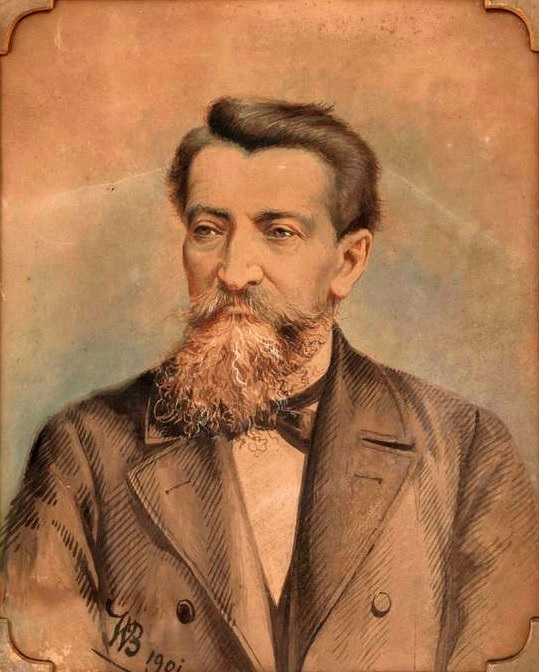
Władysław Barwicki - Portret ojca (akwarela, pastel, tektura)
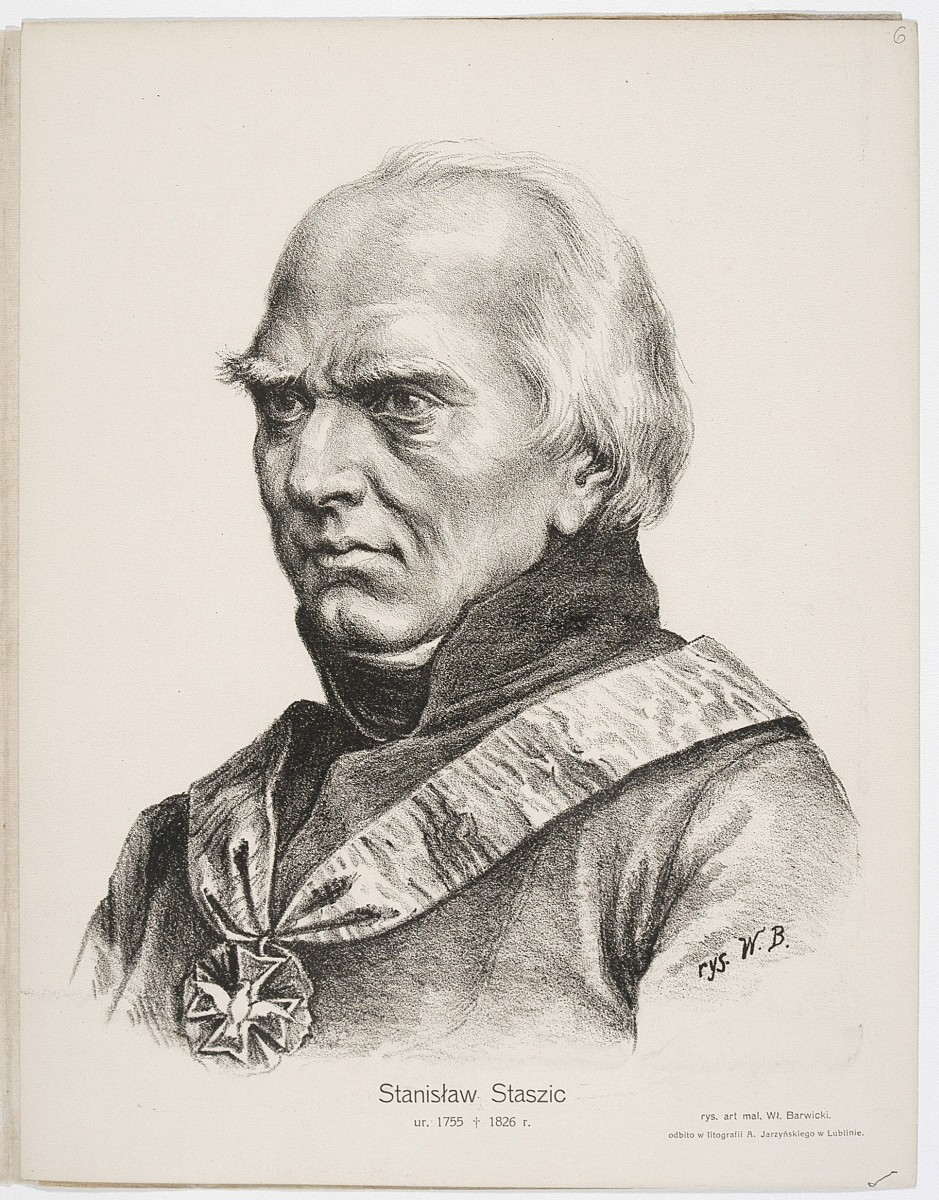
Władysław Barwicki - Stanislaw Staszic (Gwiazdy myśli polskiej, z. 1, Lublin 1917)
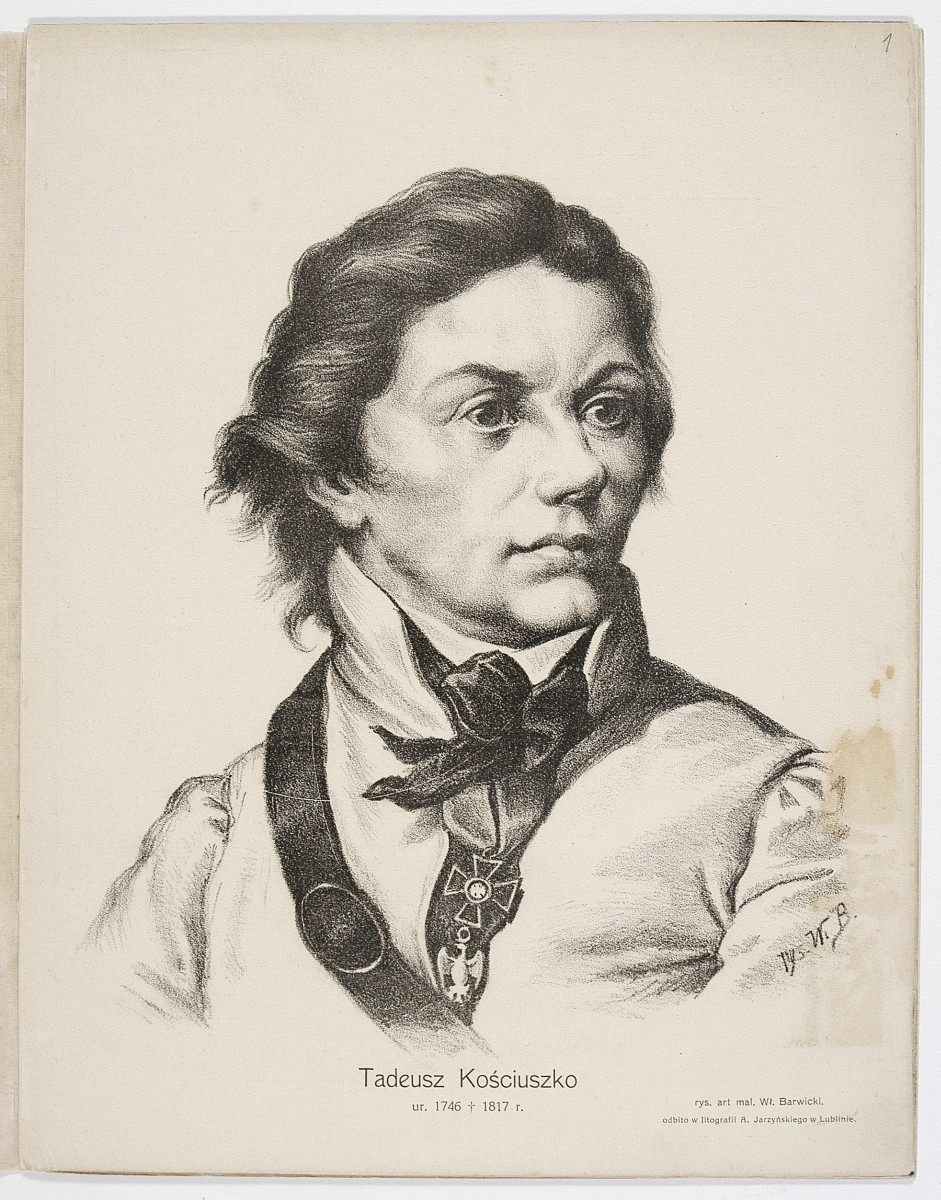
Władysław Barwicki - Tadeusz Kosciuszko (Gwiazdy myśli polskiej, z. 1, Lublin 1917)
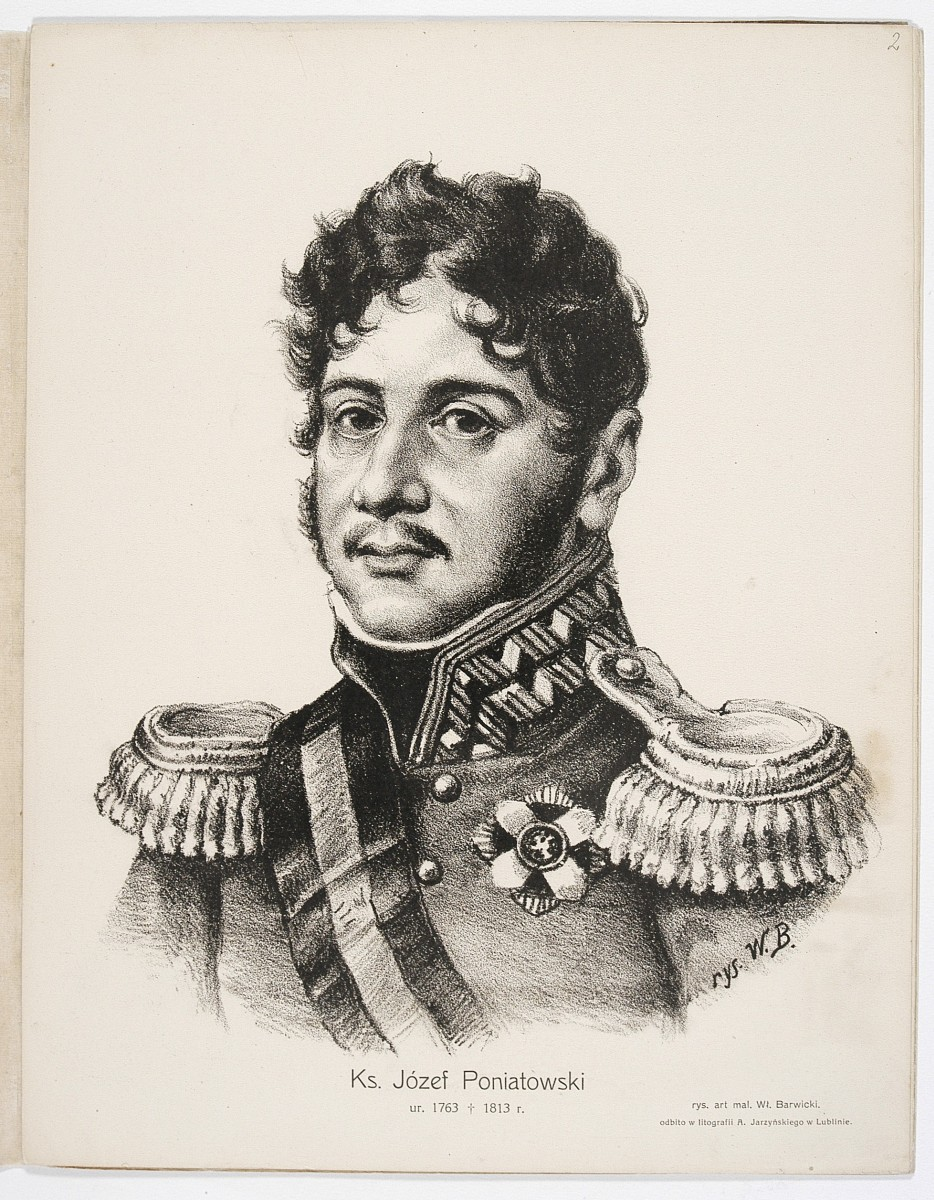
Władysław Barwicki - Józef Poniatowski (Gwiazdy myśli polskiej, z. 1, Lublin 1917)
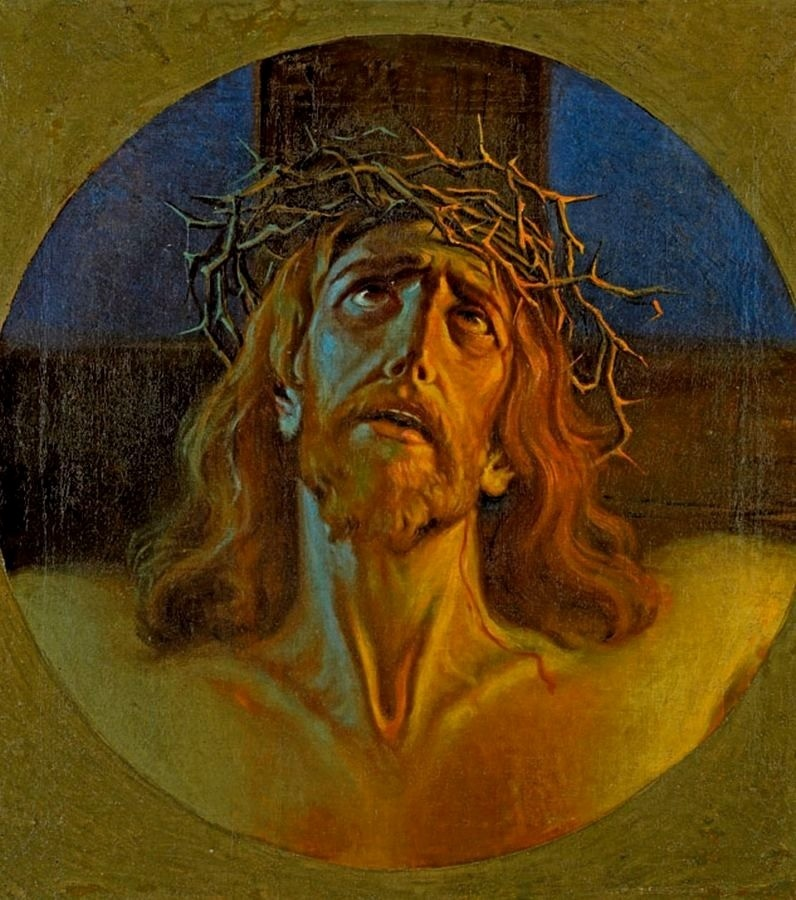
Władysław Barwicki - Głowa Chrystusa (I poł. XX w., olej, płótno)
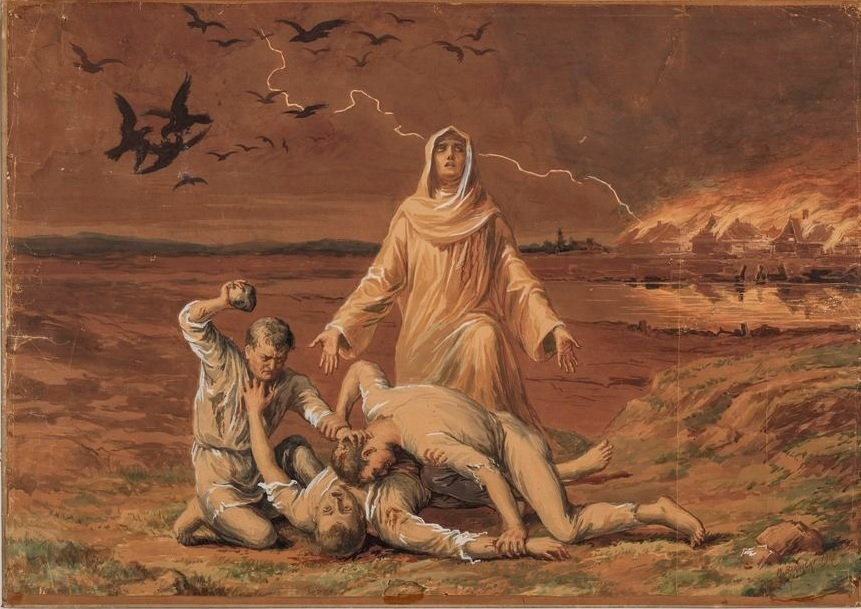
Władysław Barwicki - Bracia Polacy w trzech zaborach (1914, gwasz, papier)